# 다리오 실바
다리오 데브라이 실바 페레이라(스페인어: Darío Debray Silva Pereira, 1972년 11월 2일 ~ )는 우루과이의 전 축구 선수이다. 2002년 FIFA 월드컵과 2004년 코파 아메리카에서 우루과이 국가대표팀으로 뛰었으며 과거 RCD 에스파뇰, 말라가 CF, 세비야 FC, 포츠머스 FC 등의 많은 팀에서 뛴 경력도 있다.
2006년 9월 몬테비데오에서 친구들과 같이 탑승한 트럭을 몰고 가다가 교통사고를 당해 다리오 실바를 제외한 나머지 친구들이 모두 사망했으며 다리오 실바는 목숨은 건졌지만 이 사고로 인하여 끝내 오른쪽 다리를 절단했고, 축구선수로서의 삶도 마감되었다.
이후 2009년 1월 자선축구경기에서 의족을 달고 출전하여 의족으로 페널티킥을 성공시켰다. 축구를 그만둔 이후에는 카누 선수로 전향했다.